# Jiaohe
Jiaohe (蛟河 ; pinyin : Jiāohé) est une ville de la province du Jilin en Chine. C'est une ville-district placée sous la juridiction administrative de la ville-préfecture de Jilin.

## Démographie
La population du district était de 467 970 habitants en 1999.

## Personnalités liées à la commune
- Wang Junxia, née dans la ville, actuelle détentrice des records du monde d'athlétisme du 3 000 mètres et du 10 000 mètres.